# Athetis albivena
Athetis albivena är en fjärilsart som beskrevs av George Francis Hampson 1902. Athetis albivena ingår i släktet Athetis och familjen nattflyn. Inga underarter finns listade i Catalogue of Life.